# Kwanza reajustado
Kwanza reajustado foi uma moeda de Angola de 1995 a 1999.